# Irmtraut Munro
Irmtraut Munro (née en 1944) est une égyptologue allemande de l'université de Bonn et l'une des principales chercheuses dans le domaine du Livre des morts. Elle a travaillé pour le projet de livre des morts de Bonn. Dans le cadre de ce projet, elle a publié de nombreux Livre des morts des Anciens Égyptiens qui n'avaient pas été publiés systématiquement auparavant.

## Publications
- Das Totenbuch des Jah-mes (pLouvre E. 11085) aus der frühen 18. Dynastie (= Handschriften des Altägyptischen Totenbuches. 1), Harrassowitz Verlag, Wiesbaden, 1995,  (ISBN 3-447-03685-0).
- Das Totenbuch des Bak-su (pKM 1970.37/pBrocklehurst) aus der Zeit Amenophis’ II (= Handschriften des Altägyptischen Totenbuches. 2), Harrassowitz Verlag, Wiesbaden, 1995,  (ISBN 3-447-03686-9).
- Der Totenbuch-Papyrus des Hohenpriesters Pa-nedjem II (pLondon BM 10793/ pCampbell) (= Handschriften des Altägyptischen Totenbuches. 3). Mit einem Beitrag von Ursula Rößler-Köhler, Harrassowitz Verlag, Wiesbaden, 1996,  (ISBN 3-447-03843-8).
- Das Totenbuch des Nacht-Amun aus der Ramessidenzeit. (pBerlin P. 3002) (= Handschriften des Altägyptischen Totenbuches. 4), Harrassowitz Verlag, Wiesbaden, 1997,  (ISBN 3-447-03951-5).
- Das Totenbuch des Pa-en-nesti-taui aus der Regierungszeit des Amenemope. (pLondon BM 10064) (= Handschriften des Altägyptischen Totenbuches. 7), Harrassowitz, Wiesbaden, 2001,  (ISBN 3-447-03950-7).
- Der Totenbuch-Papyrus des Hor aus der frühen Ptolemäerzeit. (pCologny Bodmer CV + pCincinnati Art Museum 1947.369 + pDenver Art Museum 1954.61) (= Handschriften des Altägyptischen Totenbuches. 9), Harrassowitz Verlag, Wiesbaden, 2006,  (ISBN 3-447-05376-3).
- Der Totenbuch-Papyrus der Ta-schep-en-Chonsu aus der späten 25. Dynastie. (pMoskau Puschkin-Museum I, 1b, 121) (= Handschriften des Altägyptischen Totenbuches. 10). Mit Beiträgen von John H. Taylor, Harrassowitz Verlag, Wiesbaden, 2009,  (ISBN 978-3-447-05875-9).
- Die Totenbuch-Papyri des Ehepaars Ta-scheret-en-Aset und Djed-chi aus der Bes-en-Mut-Familie. (26. Dynastie, Zeit des Königs Amasis) (= Handschriften des Altägyptischen Totenbuches. 12), Harrassowitz Verlag, Wiesbaden, 2011,  (ISBN 978-3-447-06462-0).
- The golden Book of the Dead of Amenemhet. (pToronto ROM 910.85.236.1-13) (= Handschriften des Altägyptischen Totenbuches. 14), Harrassowitz Verlag, Wiesbaden, 2011,  (ISBN 978-3-447-10426-5).